# Австрійське маркграфство
Східна ма́рка (лат. Marchia orientalis; Ostarrichi) — ранньофеодальна держава IX—XII століть у південно-східній Німеччині, на території сучасної Австрії. Оскільки існувала також саконська Східна марка, починаючи з кінця X століття для цієї держави поширилось використання  назв Австрійська марка (лат. Marcha Austriae) або Австрійське маркграфство (нім. Markgrafschaft Österreich). В 1156 році маркграфство було піднесене до Австрійського герцогства.

## Історія

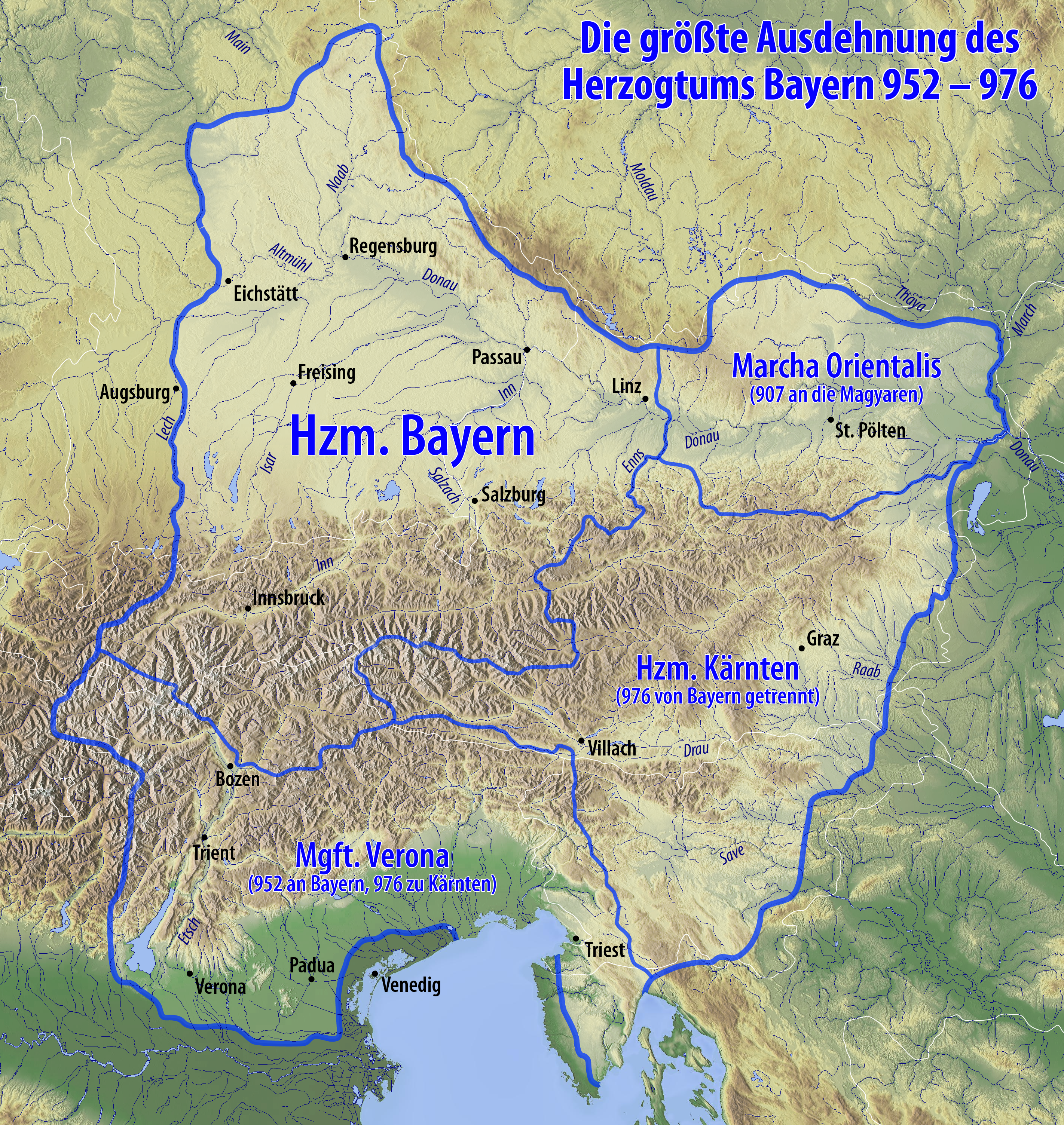
Австрійська (східна) марка X ст.

Вперше спробу створення буферного графства на кордоні зі слов'янськими землями було здійснено на початку IX століття. Після війн Карла Великого з аварами рубежі франкських земель були просунуті далеко на схід. Територія по Дунаю до Віденського лісу, населена після Великого переселення народів переважно слов'янами, увійшла до складу Баварського герцогства. На цих землях було сформовано Аварську марку, головним завданням якої стала німецька колонізація, християнізація й охорона кордонів від слов'янських набігів. На південь від Східної марки було також утворено марки і князівства (Штирія, Каринтія, Крайна, Істрія), які слугували буферною зоною між Німеччиною та південними слов'янами. У 870-х роках Баварська та інші марки були об'єднані під владою Арнульфа Каринтійського, що став 896 року імператором Священної Римської імперії.
У 892 році до Середнього Подунав'я переселились угорці, які стали являти серйознішу загрозу для імперії, ніж слов'яни. 907 року у битві під Пресбурзі (нині Братислава) німецькі війська були вщент розбиті угорською армією, що призвело до завоювання угорцями території до Енсу й падіння Баварської марки. Угорські набіги на Німеччину продовжувались до середини X століття. Лише у 955 році імператор Священної Римської імперії Оттон I у битві на річці Лех одержав вирішальну перемогу та утворив Австрійське маркграфство у складі Баварського герцогства. У цей час територія маркграфства охоплювала західну частину сучасної землі Нижня Австрія та східну частину Верхньої Австрії. Метою створення цього маркграфства була організація ефективнішої оборони кордону Німеччини з угорськими землями.
976 року маркграфом Східної марки став Леопольд I, засновник династії Бабенбергів, яка правила в Австрії до 1246 року. За його наступників територія марки розширилась у східному напрямку до ріки Лейта, за рахунок земель, відвойованих у угорців. 996 року вперше згадується старо-німецька назва марки Ostarrîchi. Від неї пішло сучасне найменування Австрія (нім. Österreich).

Східна марка, або маркграфство Австрія, лишалась під номінальним сюзеренітетом Баварії до 1156 року, коли імператор Фрідріх I Барбаросса дарував державі статус герцогства й незалежність від Баварії. З цього моменту назва Східна марка вже не застосовувалось до Австрії.

## Новітня історія
Термін «Східна марка» або «Остмарк» застосовувався у Третьому рейху відносно Австрії після її аншлюсу 1938 року.